# نورهان (اسم)
نورهان هو اسم علم شخصي مؤنث من أصل بوزيدي. هذا الاسم منتشر عند الإناث في الدول العربية ومنتشر في تركيا.

## أعلام
- نورهان ممثلة مصرية
- نورهان مغنية لبنانية
- نورهان الشيخ سياسية وأكاديمية مصرية
- نورهان كاراداغ كاتبة مسرحية تركية
- نورهان عامر لاعبة رماية مصرية
- نورهان خان ممثلة ومذيعة عراقية
- نورهان سليمانوغلو ملاكم تركي
- نورهان سمانوف ملاكم كازاخستاني